# مرغ قوطی‌آبجویی

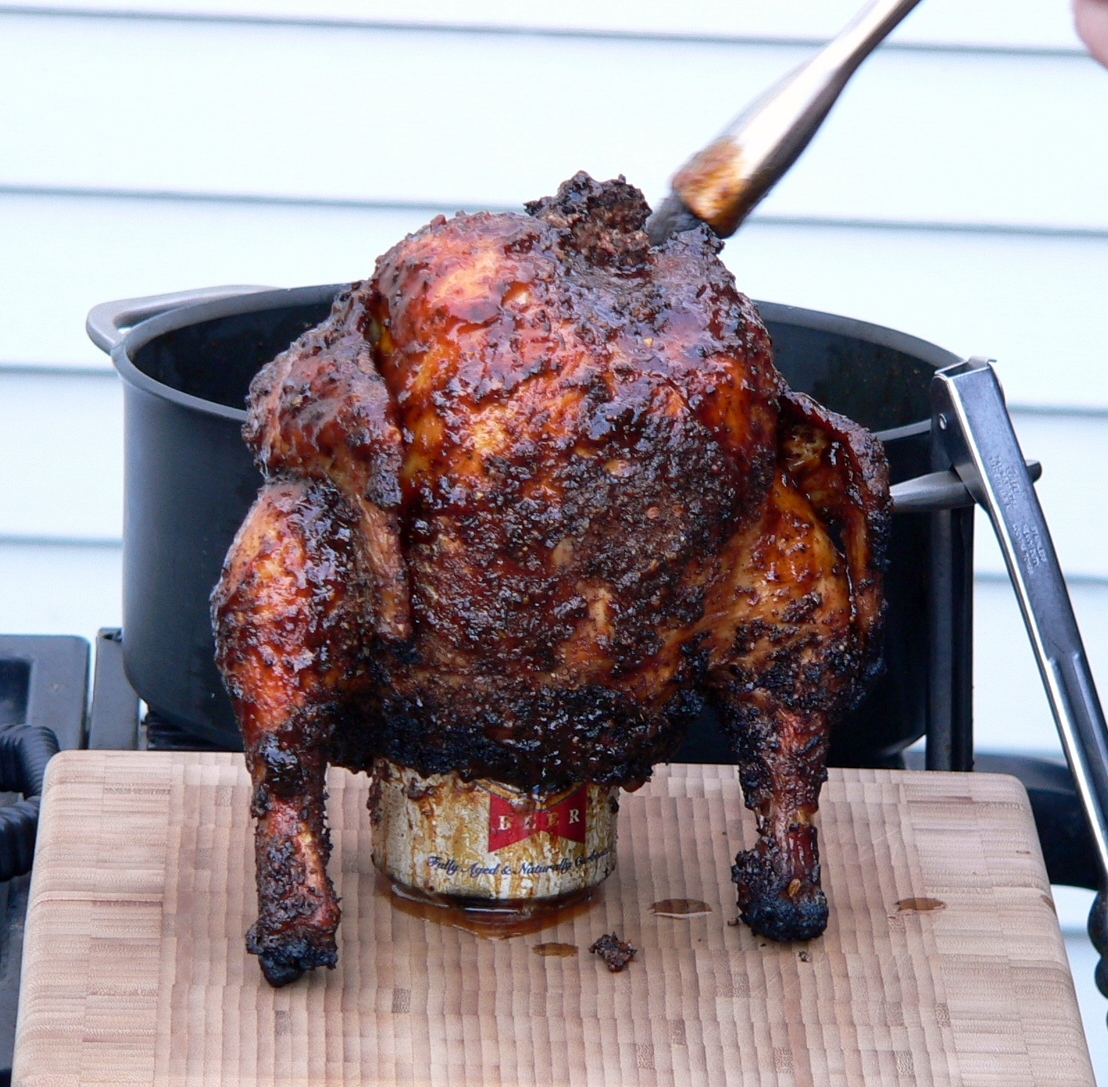
مرغ قوطی‌آبجویی بعد از کباب شدن

مرغ قوطی‌آبجویی

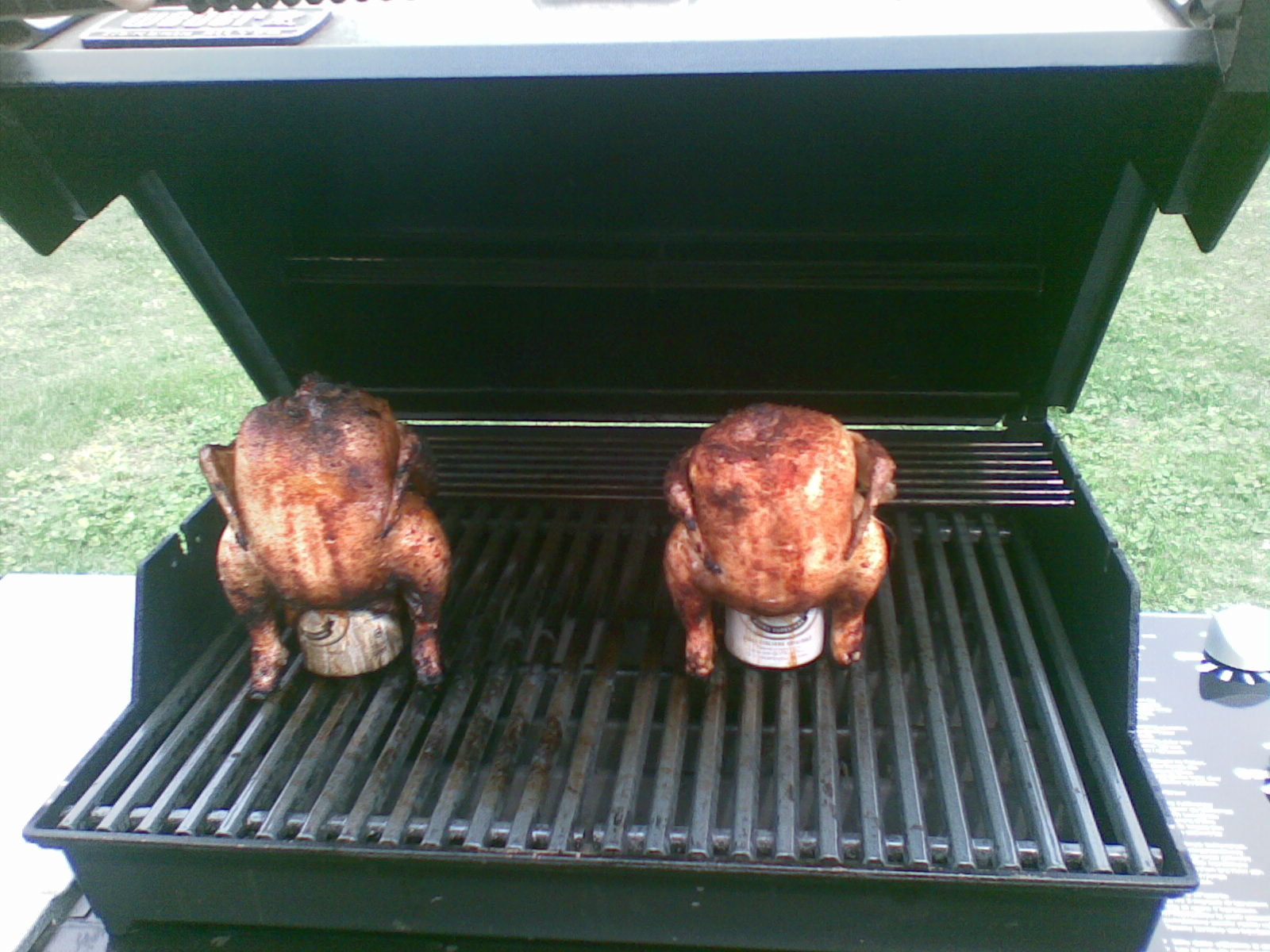
مرغ قوطی‌آبجویی در حال پخت روی یک کباب‌پز

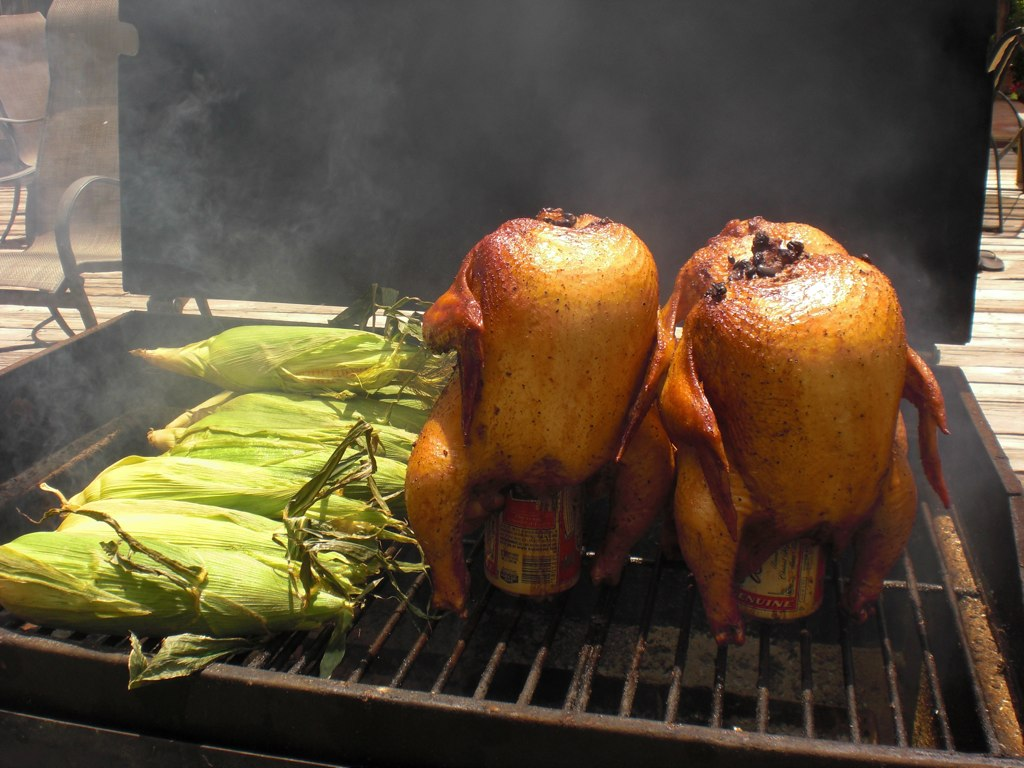
مرغ قوطی‌آبجویی در حال کباب شدن به همراه ذرت

مرغ قوطی آبجویی (به انگلیسی: Beer can chicken) مرغ باربیکیو شده به روش کباب غیرمستقیم و با استفاده از یک قوطی آبجو نسبتاً پر و قرار دادن آن در داخل مرغ پیش از پختن است. این کار موجب افزودن رطوبت به غذا شده و عده‌ای معتقدند که بخار آبجو موجب می‌گردد که مرغ از درون بخارپز شده و به عطر و طعم غذا افزوده می‌شود. بعضی از افراد از طرفداران مشتاق این غذا هستند، در حالیکه عده‌ای دیگر هم مخالف این غذا بوده و معتقدند که تأثیر استفاده از آبجو بیش از حد است، و خواستار نظر علم در مورد این غذا هستند. گفته شده است که منشأ این غذا احتمالاً ایالت لوئیزیانای آمریکا است.

## بررسی اجمالی
مرغ قوطی‌ آبجویی‌ غذایی از مرغ باربیکیو شده به روش کباب غیرمستقیم است، که هنگام پخت آن یک قوطی باز شدهٔ آبجو یا قوطی‌های نوشیدنی‌های دیگر توی مرغ گذاشته می‌شود تا هنگام پختن روی کباب‌پز یا اجاق مرغ را به حالت عمودی نگه دارد. در مرحلهٔ پختن آبجو موجود در قوطی به بخار تبدیل شده و موجب مرطوب شدن داخل پرنده می‌گردد و عده‌ای عقیده دارند بخار آبجو به عطر و طعم غذا می‌افزاید. چون مرغ به حالت عمود قرار گرفته است، چربی مرغ بیرون ریخته و پوست مرغ به طور یکدست پخته می‌شود.
پیش از پختن، معمولاً مقداری از آبجو قوطی برداشته شده و قوطی نیمه پر درون پرنده جای می‌گیرد. بعضی از آشپزها از قوطی پر آبجو استفاده می‌کنند. بعضی از آشپزها از یک قوطی استاندارد (۲۵۵ میلی‌لیتر) آبجو استفاده می‌کنند، در حالی که عده‌ای دیگر از یک قوطی سایز بزرگ استفاده می‌کنند. گاهی‌اوقات پیش از پختن به مرغ ادویه می‌افزایند، و بعضی‌ها هم از مرغ در ادویه خوابانده استفاده می‌کنند.
بعضی از مردم از طرفداران پروپاقرص این غذا هستند، در حالیکه دیگران احساس می‌کنند که در مورد این غذا بیش از حد مبالغه شده است. آنها می‌گویند که تأثیر آبجو به تمام مرغ و افزودن طعم و عطر آن قابل بحث است. عده‌ای منتقد این غذا هستند، یکی از آنها به «خطرناک بودن» آن و دیگری به «تلف کردن آبجو باارزش» اشاره می‌کند. منتقد دیگر می‌گوید که مرحلهٔ پختن ممکن است مرغ را نسبت به روش‌های دیگر سرخ‌کردن خشک‌تر کند. تعدادی از متخصصان آشپزی هم گفته‌اند آبجو به نقطه جوش نمی‌رسد، بنابراین به بخار تبدیل نمی‌شود.

## تاریخچه
استیون ریچلن گفته است احتمالاً منشأ این غذا ایالت لوئیزیانا در ایالات متحده است. مرغ قوطی‌آبجویی یکی از غذاهایی است که در مسابقات آشپزی غذاهای کبابی در ایالات متحده پخته شده و در بعضی رستورانها سرو می‌شود.

## به عنوان غذای فوری
در اکتبر ۲۰۱۲، آشپزخانه پاپیس لوئیزیانا که زنجیره‌ای از رستورانهای چندملیتی غذای فوری مرغ است، تعداد محدودی غذای مرغ قوطی‌آبجویی تهیه کرد که بدون استفاده از آبجو تهیه شده بود. غذا گوشت خرد شده سینه مرغ مخلوط شده با سسی با مزهٔ تقلید شده از آبجو بود؛ که آن را به صورت خمیر درآورده و کاملاً سرخ کرده بودند. ادویه استفاده شده شامل مخلوطی از:کره، پیاز،سیر،رومارن،عصاره لیمو،فلفل هندی و 
و ماده‌ای مخفی که پاپیس آن را فاش نکرد. رئیس بخش بازاریابی شرکت به یک منبع مطبوعاتی اظهار داشت که شرکت:«سالها روی تهیه این نوع مرغ قوطی‌آبجویی کار می‌کرده است.»